# Giovanni Bottani
Giovanni Bottani (Cremona, 1725 – Parma, 1804) è stato un pittore italiano.

## Biografia
Morto il fratello Giuseppe nel 1784, lo sostituì alla guida dell'Accademia delle belle arti di Mantova, incarico che mantenne fino alla morte nel 1804 anche quando su impulso del generale francese Alexandre François de Miollis assunse la denominazione, giunta fino ad oggi, di Accademia Virgiliana. Fu componente della Accademia degli Encausti fondata nella città virgiliana nel 1784 per riportare all'uso la tecnica di pittura a cera punica da poco riscoperta a Pompei. Oltre all'attività pittorica, è ricordato soprattutto per il restauro dei dipinti di Palazzo Te sempre a Mantova.

## Opere
- Miracolo di San Vincenzo Ferrer (1773), olio su tela, m 2,28 x 1,35, chiesa di Sant'Egidio, Mantova
- San Celestino papa, tela dipinta tra il 1775 e il 1787 nell'abside della chiesa di Campitello di Marcaria (MN)